# Purdue Pharma
Pour les articles homonymes, voir Purdue.
Purdue Pharma L. P. est une société pharmaceutique privée appartenant principalement aux descendants de Mortimer (en) et Raymond Sackler (en),.
En 2017, elle a versé une des amendes les plus lourdes jamais imposées à l'encontre d'une firme pharmaceutique pour étiquetage et qualification mensongère de son produit OxyContin, avec trois dirigeants déclarés criminellement coupables. Bien que la compagnie ait changé l'étiquetage du médicament en avertissant contre son usage abusif, Purdue continue de commercialiser et de vendre des opioïdes en plus d'être impliquée dans les procès autour de la crise des opioïdes. Son produit, l'oxycodone, est considéré comme le principal responsable de cette crise.

## Historique
Purdue Pharma est une société privée fondée en 1892 par les médecins John Purdue Gray et George Frederick Bingham à New York (États-Unis) et initialement nommée Purdue Frederick Company. La société n'est pas liée à l'université Purdue ni à son fondateur, John Purdue.
En 1952, la société a été vendue à deux autres médecins, Raymond et Mortimer Sackler qui ont déménagé l'entreprise à Yonkers, dans l'État de New York. Au cours des années suivantes, la société a ouvert d'autres bureaux dans le New Jersey et le Connecticut. Le siège social est à Stamford, Connecticut.
La société actuelle, Purdue Pharma L. P. a été créée en 1991 et se concentre sur le traitement de la douleur par les médicaments. Elle se définit comme une « pionnière dans le développement de médicaments pour réduire la douleur, l'une des principales causes de la souffrance humaine ». En septembre 2015, le site web de la compagnie annonçait que la société emploie environ 1 700 personnes.
Le 15 septembre 2019, l'entreprise déclare qu'elle allait se déclarer en faillite dans le cadre d’un accord à l’amiable, espérant en tirer 10 milliards de dollars pour solder des milliers de plaintes liées à la crise des opiacés.

## Structure
Les différentes branches de la société sont Purdue Pharma L. P., The Purdue Frederick Company, Pharmaceutical Products L.P. et Purdue Products L. P.
La manufacture des produits se répartit sur trois sites différents : Purdue Pharmaceuticals L.P. dans une usine située à Wilson, en Caroline du Nord; The P.F. Laboratories Inc à Totowa, dans le New Jersey; et Rhodes Technologies L.P. à Coventry dans le Rhode Island. Purdue Pharma L. P. a également des laboratoires de recherche à Cranbury (New Jersey). OxyContin est actuellement distribué à travers les États-Unis, le Canada et le Mexique à partir de P. F. Laboratories Inc à Totowa, New Jersey.
En Europe, en Asie et en Afrique, ce médicament est commercialisé par le réseau d’entreprises Mundipharma, qui appartient à la même famille. Cette société a commencé son activité en diffusant en 2013, en Espagne, un spot publicitaire attirant l’attention du public sur les douleurs chroniques. Mundipharma a été revendu en 2019. Elle reprend certaines pratiques de marketing qui ont fait le succès commercial de Purdue aux États-Unis.
La société britannique Napp Pharmaceuticals, créée en 1923 et rachetée par la famille Sackler en 1966, fait également partie de ce réseau.

## Gestion
Craig Landau est nommé PDG le 22 juin 2017. Il avait rejoint Purdue Pharma L. P. en 1999. Au cours de quatorze années précédentes dans l'organisation, il a été médecin-chef et vice-président de la recherche et développement (R&D), de l'innovation et des affaires cliniques et médicales. Dans ce rôle et avec la direction, lui et le département de R&D ont été responsables d'un certain nombre de politiques de la santé et d'homologations de produits aux États-Unis et dans d'autres pays, incluant le Butrans, l'OxyContin, le Targiniq ER et le Hysingla ER. En 2013, il a été nommé président et PDG de Purdue Pharma Canada.
Landau a obtenu son baccalauréat universitaire en sciences en physiologie et anatomie de l'université Cornell et son diplôme de médecin de la Mount Sinai School of Medicine. Il a achevé sa résidence en anesthésie-réanimation à l'université Yale, avec une formation spécialisée en gestion de la douleur chronique et obstétrique, et en anesthésie vasculaire périphérique. Il est également un vétéran de la réserve de l'Armée américaine, ayant terminé quatorze ans de carrière en 2005.

## Affaire des opioïdes
Purdue Pharma conçoit des médicaments antidouleurs comme l'hydromorphone, l'oxycodone (vendue sous la dénomination commerciale OxyContin à partir de 1996), le fentanyl, la codéine et l'hydrocodone. Elle est connue également pour la production de médicaments tels que le MS Contin (morphine à libération prolongée, commercialisé à partir de 1984), et le Ryzolt (Tramadol). En 1972, le Contin, un système de diffusion contrôlée de médicament, avait été développé.
La controverse a surgi à propos de la promotion du MS Contin et de l'OxyContin et de leur usage qui présentent un risque élevé de dépendance même initié sous prescription médicale. Cela se traduit par un risque significatif pour l’usager, causant de nombreuses surdoses et décès. Les personnes dépendantes peuvent faire du « magasinage de médecins » pour obtenir plusieurs ordonnances et éviter un suivi approprié. Même les personnes avec des ordonnances et des prescriptions dans les règles sont exposées à une dépendance physique et une tolérance aux produits. Malgré cela, les analgésiques puissants sont importants pour les patients souffrant de douleurs chroniques. Une mauvaise utilisation de sources scientifiques a fait croire que les analgésiques opiacés comportaient peu de risque de dépendance. Par ailleurs, un usage parallèle se développe où les produits pharmaceutiques sont concassés, mâchés, reniflés ou injectés.
L'OxyContin, introduit en 1995, a été le produit phare en soin palliatif pour soulager la douleur chronique. Suivant une stratégie de marketing que Arthur Sackler avait innovée quelques décennies plus tôt, la société a fortement incité les médecins à prescrire le médicament (séminaires gratuits sur la gestion de la douleur, conférences payées…), les ventes ont grimpé. Le médicament a été commercialisé comme « un contrôle de la douleur toute la journée et toute la nuit, léger et durable » quand il est pris sur une base de 12 heures par jour et ayant un faible potentiel addictif même s'il n'y avait pas de preuves scientifiques. Cependant, au début des années 2000, la généralisation de rapports sur les abus de l'OxyContin ont commencé à faire surface. Les résultats obtenus à partir d'un programme de surveillance (Researched Abused, Diversion, and Addiction-Related Surveillance) parrainé par Purdue Pharma L. P., a relevé que l'OxyContin et l'hydrocodone étaient les traitements médicamenteux de la douleur les plus courants. En 2012, le New England Journal of Medicine a publié une étude qui a révélé que « 76 % de ceux qui demandent de l'aide pour une dépendance à l'héroïne ont commencé par l'abus de stupéfiants pharmaceutiques, principalement l'OxyContin »[Pas dans la source], et trace une ligne directe entre le marketing de l'OxyContin et l'épidémie d'héroïne aux États-Unis.
Une enquête du Los Angeles Times de 2016 a montré que les personnes sous traitement de 12 h à l'OxyContin contrôlent mal leur douleur, souffrent de manque et de dépendance à la drogue. Les journalistes suggèrent que ce problème donne « de nouvelles pistes pour comprendre pourquoi tant de personnes sont dépendantes ». Utilisant des documents de Purdue et d'autres sources, ils ont déclaré que Purdue connaissait le problème avant que le produit ne soit commercialisé, mais que Purdue « insista sur le traitement sur 12h, en partie pour protéger ses revenus, car c'était un élément clé pour dominer le marché malgré le prix élevé du traitement (plusieurs centaines de dollars par bouteille) ».
OxyContin est devenu un médicament au succès commercial énorme. Purdue a augmenté son bénéfice de quelques milliards de dollars en 2007 à 31 milliards de dollars en 2016, et à 35 milliards en 2017. Selon un article du New Yorker de 2017, Purdue Pharma est « la propriété de l'une des plus riches familles américaines, avec une valeur collective nette de 13 milliards de dollars ».
En septembre 2018, le Financial Times a révélé que des personnes qui ont travaillé pour Purdue Pharma, dont Richard Sackler, ont breveté un médicament contre la dépendance basé sur la buprénorphine,.
En 2022, Purdue Pharma, contrôlée par la famille Sackler, est considérée comme responsable de la promotion agressive du médicament antidouleur OxyContin, déclencheur de la crise des opiacés à l’origine de plus de 500 000 morts par overdose en vingt ans aux États-Unis.

### Poursuites judiciaires liées à l'OxyContin
Purdue a été impliqué dans des mesures contre l'abus de médicaments d'ordonnance, en particulier de l'Oxycontin. En 2001, Richard Blumenthal, Procureur général du Connecticut, a publié une déclaration exhortant Purdue à prendre des mesures relatives à l'abus d'Oxycontin ; il note que, bien que Purdue semblait sincère, il n'y avait que peu d'action au-delà de « quelques mesures cosmétiques et symboliques ». Après que Purdue a annoncé un projet de reformuler le médicament, Blumenthal a noté que cela prendrait du temps et que « Purdue Pharma avait l'obligation morale, sinon légale, de prendre des mesures efficaces contre la dépendance et l'abus même si elle travaillait à reformuler son produit ». Depuis, l'entreprise a fait publier des recherches prouvant que l'Oxycontin était moins addictif qu'annoncé[réf. nécessaire].
En 2004, le procureur général de Virginie-Occidentale a poursuivi Purdue afin que la société rembourse le « coût excessif des ordonnances » payées par l'État. L'État a accusé Purdue de marketing mensonger, car les effets du médicament s'estompaient avant les douze heures prévues. Dans ce jugement, le juge écrivit que « les preuves du plaignant montrent que Purdue aurait pu tester l'innocuité et l'efficacité de l'OxyContin à huit heures et aurait pu ré-étiqueter leur produit, mais ne l'a pas fait ». L'affaire ne parvint jamais jusqu'au tribunal, car Purdue accepta de payer l'État 10 millions de dollars en programmes contre l'abus de drogue, avec toutes les preuves restant sous scellées et confidentielles.
En mai 2007, la société a plaidé coupable pour avoir induit le public en erreur sur l'Oxycontin à propos du risque de dépendance et a accepté de payer 600 millions de dollars dans l'une des plus grandes affaires pharmaceutiques de l'histoire des États-Unis. Son président, son avocat en chef et l'ancien médecin en chef ont plaidé coupables à titre individuel, pour commercialisation mensongère, une infraction pénale, et ont accepté de payer un total de 34,5 millions de dollars en amendes,.
Ces cadres sont Michael Friedman, le président de la société, qui a accepté de payer 19 millions de dollars en amendes ; Howard R. Udell, son avocat en chef, qui a accepté de payer 8 millions de dollars ; et le Dr Paul D. Goldenheim, son ancien directeur médical, qui a accepté de payer 7,5 millions de dollars. De plus, ces trois hauts dirigeants ont été accusés au niveau criminel et condamnés à 400 heures de service communautaire dans le cadre de programmes de traitement de la toxicomanie.
Le 4 octobre 2007, le Kentucky a poursuivi Purdue en raison d'une généralisation d'abus d'Oxycontin dans les Appalaches. Lors d'un procès intenté par le Procureur Général Greg Stumbo, des millions sont exigés en compensation. Huit ans plus tard, le 23 décembre 2015, le Kentucky s'est entendu avec Purdue pour 24 millions de dollars.
En janvier 2017, la ville d'Everett (Washington) a poursuivi Purdue à propos de l'augmentation des coûts pour la ville de l'utilisation d'OxyContin ainsi que pour la non-intervention de Purdue quand ils ont été notifiés de comportements étranges de vente de leur produit. Les allégations concernent le non-suivi d'excès d'ordonnance suspicieux avec de fausses cliniques créées par des docteurs peu scrupuleux utilisant des sans-abris comme « patients » pour obtenir de l'OxyContin et ensuite le revendre aux citoyens d'Everett. Les allégations concernent aussi un marché noir de drogues légales basées à Los Angeles avec des points de distribution à Everett. Aucune action n'a été entreprise par Purdue pour alerter la DEA (Drug Enforcement Administration, agence américaine de lutte contre le trafic et la consommation de drogues) pendant des années malgré la connaissance de ces pratiques. La poursuite en cours demande de rembourser les coûts d'intervention, d'hébergement, de soins, de réhabilitation, de procédure judiciaire, des endroits publics, de la perte de vie ou de qualité de vie des citoyens de la ville,,.
En 2021, aux États-Unis, la société McKinsey & Company a dû se résoudre à accepter un règlement de 573 millions de dollars pour avoir incité l'entreprise Purdue à vendre ses opioïdes hors de toute indication médicale en amenant la pharma à cibler des médecins et de pharmaciens peu regardants dans la prescription et la vente. Elle a aussi présenté ses excuses. De nombreuses procédures sont encore en cours dans plusieurs États.
Le 17 décembre 2021, un tribunal remet en cause l’immunité de la famille Sackler contrôlant Purdue Pharma. Le ministre américain de la Justice, Merrick Garland, estime dans un communiqué que le tribunal des faillites « n’avait pas le droit de priver les victimes de la crise des opiacés du droit de poursuivre la famille Sackler ».
En 2025, Purdue Pharma et la famille Sackler vont payer 7,4 milliards de dollars a la suite d'un accord avec 15 États américains pour leur rôle dans le scandale sanitaire causé par leur antidouleur OxyContin aux États-Unis.

## Dans la culture
- Le film documentaire Toute la beauté et le sang versé de Laura Poitras, sorti en 2022, obtient le Lion d'Or à la Mostra de Venise et nommé aux Oscars. Il retrace le combat de l'artiste et activiste Nan Goldin contre la famille Sackler, mécène de grands musées, mais aussi propriétaire de Purdue Pharma, spécialisée dans les antidouleurs à l'origine de la crise des opioïdes aux États-Unis.
- La série tv Dopesick créée par Danny Strong en 2021 pour la plateforme Hu-Lu est basée sur le livre reportage Dopesick: Dealers, Doctors and the Drug Company that Addicted America (« Dopesick : Dealers, Docteurs, et la compagnie pharmaceutique qui ont rendu l'Amérique accro ») écrit par Beth Macy (en). Elle décrit méticuleusement les manipulations de l'entreprise pharmaceutique Purdue Pharma pour mettre sur le marché un produit dangereux, présenté comme un antidouleur inoffensif.
- En 2020, la minisérie The Pharmacist, diffusée sur Netflix, révèle les pratiques de Purdue Pharma.
- En 2021, Les gens du monde (roman psychologique) s’inspire très largement des agissements de l’entreprise.
- En 2022, dans L’empire de la douleur, Patrick Radden Keefe, journaliste du New Yorker, publie une enquête minutieuse sur la famille Sackler, à l’origine de Purdue Pharma
- En 2022, le roman Demon Copperhead, écrit par Barbara Kingsolver, décrit les ravages de la crise des opioïdes chez les adolescents du Comté de Lee (Virginie, États-Unis). Il est inspiré par le roman de Charles Dickens David Copperfield. Il a reçu le prix Pulitzer de la fiction en 2023. Il a été traduit en Français et publié en 2024 sous le titre On m’appelle Demon Copperhead.
- en 2023, Painkiller est une minisérie américaine en six épisodes créée par Micah Fitzerman-Blue (en) et Noah Harpster (en), et mise en ligne sur Netflix, centrée sur Richard Sackler et la crise des opioïdes. La série est basée sur deux ouvrages : l'article The Family That Built an Empire of Pain de Patrick Radden Keefe (en), publié en 2017 dans le New Yorker, ainsi que le livre Pain Killer: An Empire of Deceit and the Origin of America's Opioid Epidemic de Barry Meier (en), publié en 2018[48].

### Documentaire
- Toute la beauté et le sang versé (All the Beauty and the Bloodshed) film documentaire américain réalisé par Laura Poitras, sorti en 2022. Nan Goldin, photographe, y fait figurer son combat qui finit par aboutir au retrait du nom de la famille Sackler, propriétaire de Purdue Pharma, de grands musées, qui leur avaient consacré des salles ou des ailes entières pour les remercier de dons importants. La philanthropie de la famille Sackler a été qualifiée de blanchiment de réputation à partir des bénéfices tirés de la vente d'opiacé responsables de la crise.